# Woody Schabata
Fritz „Woody“ Schabata (* 28. August 1955 in Wien) ist ein österreichischer Jazz-Malletspieler.

## Leben und Wirken
Schabata studierte an der Musikhochschule und am Konservatorium der Stadt Wien sowie ein Jahr lang am Oberlin College in Oberlin in den Vereinigten Staaten. 1977 war er mit Mathias Rüegg und Wolfgang Puschnig ein Gründungsmitglied des Vienna Art Orchestra (VAO), dem er bis 1987 angehörte. In dieser Zeit unternahm er mehrere Welttourneen mit dem VAO und spielte mit dem Ensemble mehrere Alben ein.
Seit 1982 ist er erster Perkussionist der Vereinigten Bühnen Wien. Zudem gab er Konzerte mit Joe Zawinul und Dave Brubeck und arbeitete in eigenen Gruppen und Projekten mit u. a. Roland Batik (Bridges), Ernst Jandl, Peter Henisch, Helmut Lohner, dem Ensemble Wien und Rudi Josel, Wolfgang Puschnig, Robert Weiß, Hans Zinkl und dem Art of Brass Ensemble. Mit Martin Breinschmid leitete er die Gruppe Hot Malletts, mit Richard Oesterreicher ein Quintett. 1986 erschien bei PolyGram sein Soloalbum May-Rimba.

## Lexikalische Einträge
- Jürgen Wölfer: Jazz in Deutschland. Das Lexikon. Alle Musiker und Plattenfirmen von 1920 bis heute. Hannibal, Höfen 2008, ISBN 978-3-85445-274-4.